# (699) Hela
(699) Hela ist ein Asteroid des Hauptgürtels, der am 5. Juni 1910 vom deutschen Astronomen Joseph Helffrich in Heidelberg entdeckt wurde. Aufgrund seiner absoluten Helligkeit von rund 11,4 mag dürfte sein Durchmesser etwa ein bis zwei Dutzend Kilometer betragen.
Der Asteroid wurde wahrscheinlich nach der nordischen Göttin Hel benannt.